# ويستوود ستوديوز
ويستوود ستوديوز كانت شركة متخصصة في ألعاب الفيديو، تأسست عام 1985 ويقع مقرها في لاس فيغاس. كانت تقوم الشركة بتطوير ألعاب الفيديو وطورت قرابة 40 لعبة. أسسها كل من بريت سبيري ولويس كاسل. إندمجت مع فيرجن انتراكتف في سنة 1992. لاحقا اشترتها إلكترونيك آرتس في 1998 إلى أن قامت بإغلاقها في 2003.

## الألعاب
- كوماند أند كنكر: ريد أليرت
- ريزدنت إيفل
- كوماند أند كنكر: ريد أليرت 2